# Монолитное ядро

Схема монолитного ядра, выполняющего код ядра целиком в режиме супервизора

Моноли́тное ядро́ — классическая и наиболее распространённая архитектура ядер операционных систем на сегодняшний день. Монолитные ядра предоставляют богатый набор абстракций оборудования. Все части монолитного ядра работают в одном адресном пространстве.
Монолитные ядра имеют долгую историю развития и усовершенствования и на данный момент являются наиболее архитектурно зрелыми и пригодными к эксплуатации. Вместе с тем монолитность ядер усложняет их отладку, понимание кода ядра, добавление новых функций и возможностей, удаление «мёртвого», ненужного, унаследованного от предыдущих версий кода. «Разбухание» кода монолитных ядер также повышает требования к объёму оперативной памяти, требуемому для функционирования ядра ОС. Это делает монолитные ядерные архитектуры малопригодными к эксплуатации в системах, сильно ограниченных по объёму ОЗУ, например встраиваемых системах, производственных микроконтроллерах и т. д.
Альтернативой монолитным ядрам считаются архитектуры, основанные на микроядрах.

## Подгружаемые модули
Старые монолитные ядра требовали перекомпиляции при любом изменении состава оборудования. Большинство современных ядер, такие как OpenVMS, Linux, FreeBSD, NetBSD и Solaris, позволяет во время работы динамически (по необходимости) подгружать и выгружать модули, выполняющие часть функций ядра. Модульность ядра осуществляется на уровне бинарного образа, а не на архитектурном уровне ядра, так как динамически подгружаемые модули загружаются в адресное пространство ядра и в дальнейшем работают как интегральная часть ядра. Модульные монолитные ядра не следует путать с архитектурным уровнем модульности, присущим микроядрам и гибридным ядрам. Практически, динамическая загрузка модулей — это просто более гибкий способ изменения образа ядра во время выполнения — в отличие от перезагрузки с другим ядром. Модули позволяют легко расширить возможности ядра по мере необходимости. Динамическая подгрузка модулей помогает сократить размер кода, работающего в пространстве ядра, до минимума, например, свести к минимуму размер ядра для встраиваемых устройств с ограниченными аппаратными ресурсами.